# Megamonas
Megamonas es un género de bacterias clasificadas dentro de la clase Negativicutes.

## Filogenia
La taxonomía actualmente aceptada está basada en la Lista de nombres procariotas con posición en la nomenclatura (LPSN) y el Centro Nacional para la Información Biotecnológica (NCBI). La filogenia se basa en la liberación de LTP 111 basada en rRNA 16S por 'The All-Species Living Tree' Project.

|  | M. hypermegale                                                   |
|  |                                                                  |
|  | \| \| M. funiformis \| \| \| \| \| \| M. rupellensis \| \| \| \| |
|  |                                                                  |
|  | M. funiformis                                                    |
|  |                                                                  |
|  | M. rupellensis                                                   |
|  |                                                                  |

|  | M. funiformis  |
|  |                |
|  | M. rupellensis |
|  |                |